# 黒い弾丸/オーエンス物語
『黒い弾丸/オーエンス物語』（くろいだんがん/オーエンスものがたり、原題：The Jesse Owens Story）は、1984年にアメリカ合衆国で放送された2部構成のテレビ映画。実在の黒人アスリートであるジェシー・オーエンスを描いた伝記作品。プライムタイム・エミー賞受賞作。
日本ではテレビ放送された。その際の別題として『黒い稲妻/オーエンス物語』がある。

## あらすじ
本作は黒人記者がオーエンスや彼とゆかりのある人物にインタビューし、オーエンスの人生がフラッシュバックで映し出されるという形式で展開する。
ジェシー・オーエンスは高校でその才能に目をつけられるが、陸上競技での奨学金は存在しないため、父親をオハイオ州立大学の保全係とすることで彼を大学に入学させる。それからオーエンスは様々な記録を更新し始める。
その後はジム・クロウ法や1936年のナチス政権下の夏季オリンピック、脱税での裁判、アメリカ帰国後の大衆の反応、低迷などが描かれる。

## キャスト
※括弧内は日本語吹替
- ジェシー・オーエンス：ドリアン・ヘアウッド（菅生隆之）
- チャーリー・ライリー：ジョージ・ケネディ（富田耕生）
- ルッツ・ロング：カイ・ウルフ（秋元羊介）
- ローソン・ロバートソン：ダン・アマーマン
- ヘンリー・オーエンス：ボブ・バンクス
- ジミー・ホッファ：トム・ボズリ
- リュー・ギルバート：ジョージ・スタンフォード・ブラウン（池田勝）
- プレストン教授：レヴァー・バートン
- グロスフェルド弁護士：バーナード・カネパリ
- 知事補佐官：ロバート・チッジー
- オーバーマン教授：グレン・コルライダー
- ポール・イヌー：ジョージ・ダナム
- 裁判官：バリー・コービン（藤本譲）
- ラリー・シュナイダー：ロニー・コックス（上田敏也）
- ジェローム：クリス・ドゥリダス
- マーティ・フォーキンス：ノーマン・フェル（大久保正信）
- マンマ・ソロモン：リン・ハミルトン
- 警部補：ロバート・ヒバード
- テリー・カーター：チャック・ロング
- 怒っている顧客：ゲイリー・ムーディ
- クロムウェル監督：ランディ・ムーア
- ルース・ソロモン・オーエンス：デビー・モーガン（小宮和枝）
- メル・ウォーカー：グレッグ・モリス
- ラバーン・オーエンス：トーニエ・パタノ
- ブラッシャー：リー・リッチー
- エイブリー・ブランデージ：ジェームズ・シッキング（大木民夫）
- エイブ・セイパースタイン：ヴィック・テイバック（細井重之）

その他声の出演：小島敏彦、石塚運昇、片岡富枝、村松康雄、大塚芳忠、飛志津ゆかり